# Mikael VI
Mikael VI av Bysans, även Mikael VI Stratiotikos och Mikael VI Bringas, född okänt år, död 1059, var monark i kejsardömet Bysans från den 21 augusti 1056 till den 31 augusti 1057.